# ناآرامی‌های ۱۳۸۲ تهران
ناآرامی‌های تهران در سال ۱۳۸۲، شورشی تند در خرداد و تیر ۱۳۸۲ بود که توسط مردم تهران و نیروهای عمدتاً جوان و دانشجوی تهرانی، به مدت یک ماه رخ داد و توسط فرماندهی یگان‌های ویژه ناجا به ریاست مرتضی طلائی رئیس پلیس وقت تهران خاتمه پیدا کرد. از تعداد بازداشتی‌ها و جان باختگان و مجروحان احتمالی این ناآرامی اطلاعات دقیقی منتشر نشده است. طلایی در سال ۱۳۹۳ اظهار داشت: «در آن زمان ما کسانی را دستگیر کردیم که اسلحه‌های خاص و در پوشش خودکار با خود حمل می‌کردند و به دنبال پروژه کشته سازی در رسانه‌ها و پوشش کذب ماجرا بودند، این غائله که از ۲۰ خرداد از سالن سلف غذاخوری خوابگاه کوی دانشگاه شروع شد و تا ۲۰ تیر ادامه داشت، یکی از بزرگ‌ترین پروژه‌های براندازی در کشور بود».

## فرماندهی سرکوب توسط محمد باقر قالیباف
در سال ۱۳۹۲ در آستانه یازدهمین دوره انتخابات ریاست جمهوری ایران فایل صوتی از محمد باقر قالیباف فرمانده وقت ناجا در سال ۱۳۸۲ پخش شد که در آن اظهار می‌داشت که در سال ۱۳۸۲ شخصاً مجوز ورود و تیراندازی در اعتراضات کوی دانشگاه را با برخوردی تند از شورای امنیت وزارت کشور گرفته است و خود با چوب کف خیابان بوده است.
قالیباف در ادامه این فایل صوتی تصریح می‌کند: «به اعضای وقت شورای امنیت کشور گفتم، هرکس بخواهد بیاید توی کوی و این کارها را انجام بدهد به عنوان فرمانده ناجا، "لهش" می‌کنم.»

## مجادله حسن روحانی و قالیباف در مورد ناآرامی
در مناظرات تلویزیونی یازدهمین دوره انتخابات ریاست جمهوری ایران مجادله کلامی در مورد ناآرامی‌های ۱۳۸۲ تهران بین حسن روحانی و محمد باقر قالیباف دو نامزد حاضر در انتخابات شکل گرفت:
قالیباف خطاب به روحانی: «خاطرم هست سال هشتاد و دو که بنده فرمانده نیروی انتظامی بودم و شما دبیر امنیت ملی بعد از هجده تیر که هر سال به مناسبت سالگرد آن دانشجویان داخل و بیرون مراسمی می‌گذاشتند در جلسه ای به شما آقای روحانی گفتم اجازه بدهید دفتر تحکیم وحدت مراسم بگیرد اما شما جناب روحانی گفتید: بابا دنبال دردسری؟ ول کن. چه مجوزی؟ بنده اصرار داشتم دانشجو باید حرف خودش را بزند اما در چارچوب قانون …»
پاسخ روحانی: «آقای قالیباف خیلی دلم نمی‌خواست بگویم اما شما مرا ناچار کردید، آنجا بحث این بود که شما می‌گفتید دانشجویان بیایند تا ما گاز انبری برنامه داریم تا کار را تمام کنیم!
وی افزود: ما می‌گفتیم راه این نیست که مجوز بدهیم بعد گاز انبری آنها را دستگیر کنیم، راه این است که از ابتدا به آنها بگوییم یا مجوز نیست یا اگر هست بیایند کار خودشان را انجام دهند، تظاهرات کنند و مبدأ و انتها نیز معلوم باشد.
از این بالاتر من راجع به چند کلانتری تهران به شما گزارش دادم و گفتم وضع این‌طور است، شما چه جوابی به من دادید؟
من نمی‌خواهم دیگر اینجا بازگو کنم، شما به من گفتید کل افراد سالم من این تعداد هستند، عددش نیز کاملاً در ذهن من هست؛ شما برنگردید به بحث‌های آن زمان، ما حرف برای گفتن، بسیار داریم، این سینه پر است از مسائل فراوان اما اینجا جای بازگو کردنش نیست».

## اظهاراتمرتضی طلائی
مرتضی طلائی از سال ۱۳۸۰ تا ۱۳۸۵ فرمانده انتظامی تهران بزرگ بود، نقش اساسی در سرکوب و پایان دادن به اجتماعات اعتراضی تعداد قابل توجهی از مردم تهران در سالگرد حمله به کوی دانشگاه تهران (۱۳۷۸) داشت.
طلایی در یادداشتی که در ۲۸ اردیبهشت ۱۳۹۲ در اختیار خبرگزاری مهر با عنوان «شب‌هایی که موهایم سفید شد» قرار داد در در مورد اتفاقات خرداد و تیر ۱۳۸۲ که تهران را در آستانة سقوط رسانده بود، اظهار داشت: «یک بار دیگر کوی دانشگاه و یک بار دیگر تجمعاتی که عده ای می‌کوشیدند بر موج آن سوار شوند. یک تجمع صنفی دانشجویی می‌رفت تا به بحرانی بزرگ تبدیل شود …
فتنه ای بزرگ بود، فضایی غبارآلود، مرز حق و باطل باریک اما ما بودیم و امر فرماندهی کل قوا، ما بودیم و همت برآنکه رضایت رهبری معظم از فرزندان حافظ نظم شان را به دست آوریم. ما بودیم و تدبیر فرماندهی ناجا بر صبر و تدبیر و حفظ امنیت، مابودیم …
اظهارات طلایی در گفت و گو با تسنیم
مرتضی طلایی در گفت و گو با خبرگزاری تسنیم در ۱۲ آذر ۱۳۹۳ در مورد حوادث ۱۳۸۲ تهران بیان داشت: «این غائله که از ۲۰ خرداد از سالن سلف غذاخوری خوابگاه کوی دانشگاه شروع شد و تا ۲۰ تیر ادامه داشت، یکی از بزرگ‌ترین پروژه‌های براندازی در کشور بود. این پروژه به اندازه‌ای وسعت داشت که در دانشگاه‌های دیگر تحرکاتی آغاز شد و این تحرکات روزها در دانشگاه و شب‌ها در خوابگاه‌های دانشجویی ادامه داشت. به نظرم حادترین و بحرانی‌ترین حوادث سال‌های اخیر، غائله کوی دانشگاه در سال ۸۲ بود که در این سال یک پروژه براندازی طراحی شده بود و طراحان این پروژه با سوءاستفاده از دانشجویان به دنبال اهداف براندازانه خود بودند؛ این غائله همزمان بود با استعفای بخشی از دولت و تحصن نمایندگان مجلس؛ این درحالی بود که پس از آغاز این غائله در کوی دانشگاه، برخی از نمایندگان مجلس به کوی می‌رفتند و با تحریک دانشجویان به ادامه اغتشاش، درصدد ادامه‌دار شدن این ماجرا بودند، از سوی دیگر نیز ماهواره‌ها با پوشش گسترده این غائله در حقیقت، رهبری و فرماندهی ماجرا را به عهده گرفته بودند و حتی آلترناتیوهایی را نیز درنظر گرفته بودند. به نظر من این غائله که از ۲۰ خرداد از سالن سلف غذاخوری خوابگاه کوی دانشگاه شروع شد و تا ۲۰ تیر ادامه داشت، یکی از بزرگ‌ترین پروژه‌های براندازی در کشور بود. این پروژه به اندازه‌ای وسعت داشت که در دانشگاه‌های دیگر تحرکاتی آغاز شد و این تحرکات روزها در دانشگاه و شب‌ها در خوابگاه‌های دانشجویی ادامه داشت.
تحریکات انجام شده به اندازه‌ای وسیع بود که ۱۰ هزار دانشجوی ساکن خوابگاه کوی دانشگاه، در روز دهم خرداد ماه و آغاز این غائله یکپارچه در برابر پلیس قرار گرفته بودند ولی اقدامات پلیس و نگاه نیروی انتظامی به این دانشجویان در این یک ماه به قدری تأثیرگذار بود که همین دانشجویان یک ماه بعد، پلیس را روی دوش خودشان گرفتند و خواستار استقرار پلیس در کوی دانشگاه شدند.
من به اتاق رئیس وقت دانشگاه تهران رفتم و به او گفتم «وقتی این شرایط در کوی حکم فرما است، شما چرا در اتاق خود نشسته‌اید؟ و وارد عمل و مذاکره با دانشجویان نمی‌شوید؟ که این ماجرا ادامه و تبعات بیشتری پیدا نکند؟» ولی او از خودش سلب مسئولیت کرد و من به اجبار او را به صحنه آوردم!»
گفته‌های سال ۹۷
طلائی در سال ۱۳۹۷، ابعاد دیگری از برخورد نیروهای امنیتی با این ناآرامی را بازگو و مجلس و وزارت کشور وقت را متهم به همکاری با معترضان کرد:
«سال ۸۲ در واقع یک گام دیگری به‌طور جدی و سازماندهی و برنامه‌ریزی‌شده‌تر طراحی کردند به‌نحوی که ماهواره‌ها نقش هدایت‌گری و تهییج را به‌عهده داشتند. در اطلاعاتی که بعدها بخش‌هایی از آن به دست آمده، اینها حتی جایگزین و آلترناتیو حکومت را هم پیش‌بینی کرده بودند!
طیف ملی‌مذهبی‌ها، نهضت آزادی‌ها و … هم با ماشین‌های‌شان به خیابان‌ها و بزرگراه‌های چمران، جلال آل‌احمد و کردستان می‌آمدند و در این منطقه راهبندان ساختگی درست می‌کردند، به این ترتیب پلیس با پروژه‌ای روبه‌رو بود که می‌خواستند سد پلیس را بشکنند و از آن عبور کنند و این ماجرای دانشجویی از کوی بیرون بزند و به مردم پیوند بخورد و نقشه‌هایی را که داشتند اجرایی کنند.
به این ترتیب ناجا با پروژه‌ای روبه‌رو بود که می‌خواستند سد پلیس را بشکنند و از آن عبور کنند و این ماجرای دانشجویی از کوی بیرون بزند و به بیرون پیوند بخورد و نقشه‌هایی را که داشتند اجرایی کنند. ما با این صحنه مواجه بودیم و همچنین از یک جهت از داخل تحریک می‌شدند و از طرف دیگر حضراتشان در مجلس و وزارت کشور آنها را تحریک می‌کردند.
یک مجموعه حوادث آن دوره در سطح دولت در جریان بود که خود آقای قالیباف به‌عنوان رئیس ناجا درگیر آن بودند. کار به جایی رسید که یک روز آقای قالیباف تا مرز رفتن به وزارت کشور و در دست گرفتن کار پیش رفت. چرا؟ چون که در واقع ستاد هدایت جریان اپوزیسیون، دانشجویی و ملی مذهبی به‌نوعی در وزارت کشور و از سوی برخی افراد در حال هدایت شدن بود».

## اظهارات علی خامنه‌ای
علی خامنه‌ای، سال ۱۳۸۵ در زمان اوج تهدیدهای جرج بوش مبنی بر حمله به ایران، در دیدار با نمایندگان وقت مجلس گفت: «نگران نباشید، این نظام بحران‌های زیادی دیده … سال ۱۳۸۲ یادتان هست دشمن در اندیشه ضربه اساسی به نظام بود و چه نقشه‌ها داشت و به نتیجه نرسید و …»

## مقاله ناآرامی در نشریه علمی پلیس ویژه
در سال ۱۳۹۵ یک مقاله پژوهشی (نوشته شده در سال ۱۳۹۳)، در نشریه علمی پلیس ویژه با عنوان تحلیلی بر حوادث خرداد ماه ۱۳۸۲ کوی دانشگاه تهران به چاپ رسید که نویسنده در چکیده آن می‌نویسد:
«هدف اصلی از انجام این پژوهش، بررسی عملکرد فرماندهی یگان‌های ویژه ناجا در ناآرامی‌های سال ۱۳۸۲ شهر تهران به منظور شناخت عملکرد، شناخت نقاط قوت و نقاط ضعف و فرایند شکل‌گیری و سازمان‌دهی یگان ویژه خواهد بود …
در این مقاله سعی شده، ضمن توصیف خصوصیات ناآرامی‌های سال ۱۳۸۲، اقدامات و سازمان‌دهی یگان‌های ویژه نیروی انتظامی از دیدگاه مسئولان بررسی گردد …»

## آغاز تعطیلی تهران پس از نیمه شب
پس از این رویداد به دستور فرماندهی انتظامی تهران بزرگ، اماکن تهران، اعم از اماکن عمومی تفریحی (دربند، درکه، فرحزاد و …)، رستوران‌ها، فروشگاه‌های کسب و کارهای مختلف، سوپر مارکت‌ها و …، به جز داروخانه‌های شبانه‌روزی و بیمارستان‌ها، حق اجازه کار و باز بودن پس از نیمه شب (ساعت ۲۴) را نیافتند؛ قانون نانوشته ای که تاکنون پس از ۲۲ سال در تهران همچنان پابرجاست و این شهر جزو اندک پایتخت‌های جهان است که زندگی شبانه ندارد.